# Die Brandmauer
Die Brandmauer (Originaltitel: Brandvägg) ist der achte Teil der zwölfteiligen Kurt-Wallander-Serie des schwedischen Schriftstellers Henning Mankell. 1998 erschien er auf Schwedisch, 2001 in deutscher Übersetzung. Der Originaltitel Brandvägg bezeichnet im Schwedischen das Computersicherungssystem Firewall. In der deutschen Übersetzung geht diese Bedeutungsebene verloren.

## Inhalt
Die Handlung des sehr komplex gestalteten Kriminalromans setzt Anfang Oktober 1997 ein; der Handlungsbogen spannt sich über zwei Wochen. Kurt Wallander kommt nach einem Seminar zurück ins Polizeipräsidium von Ystad. Dort erfährt er, dass am Sonnabend zwei junge Frauen einen Taxifahrer auf der Fahrt mit einem Hammer niedergeschlagen und dann niedergestochen haben. Der Mann erlitt dabei so schwere Verletzungen, dass er wenige Tage später seinen Verletzungen erliegt. Bei der polizeilichen Vernehmung geben die beiden Frauen an, den Mord aus Geldmangel begangen zu haben – ein Motiv, das Wallander von Anfang anzweifelt. Tatsächlich wird sich später herausstellen, dass sich eine der beiden, Sonja Hökberg, an dem Mann stellvertretend für ihre bisher ungesühnte Vergewaltigung durch dessen Sohn zu rächen suchte.
Parallel zu dem „Taxifall“ und scheinbar ohne Zusammenhang zu diesem Vorgang hat sich die Kriminalpolizei mit einem Leichenfund zu befassen. Am frühen Montagmorgen ist vor einem Geldautomaten in der Stadt der alleinstehende Computerfachmann Tynnes Falk leblos aufgefunden worden. Eine Gewalttat kann schon bald ausgeschlossen werden, zumal auch die Gerichtsmediziner von einem natürlichen Tod Falks ausgehen. Zweifel beschleichen Wallander indes, als sowohl der Hausarzt als auch die geschiedene Ehefrau des Verstorbenen einwenden, der Endvierziger habe bis zuletzt über eine äußerst robuste Gesundheit verfügt.
Inzwischen gelingt es Sonja Hökberg, aus dem Polizeigewahrsam zu fliehen. Nicht nur, dass die junge Frau nur wenig später ermordet und völlig verkohlt in einem Umspannwerk gefunden wird, gibt der Polizei Rätsel auf, sondern auch der Umstand, dass jemand die sterbliche Hülle des Tynnes Falk aus der Leichenhalle der Gerichtsmedizin entwendet und stattdessen ein Starkstromrelais aus eben jenem Umspannwerk auf der Bahre zurücklässt. Für Wallander steht damit fest, dass beide Fälle in einer Beziehung zueinander stehen. Erst einige Tage später wird die Leiche, der aus unerfindlichen Gründen zwei Finger abgetrennt wurden, wiedergefunden. 
Schließlich findet Wallander in einer Zweitwohnung von Tynnes Falk einen leistungsstarken Computer. Nach einigen weiteren zunächst unerklärlichen Vorfällen – darunter auch ein misslungener Mordanschlag auf Wallander – gelingt es mit Hilfe eines jugendlichen Grey-Hat-Hackers, in das hochgradig verschlüsselte Computersystem einzudringen. Zwar ist dieses Vorgehen Wallanders, zumal der junge Mann wegen eines noch nicht lange zurückliegenden Hackerangriffs auf die Server des Verteidigungsministeriums der Vereinigten Staaten einschlägig vorbestraft ist, problematisch, doch wird allein auf diese Weise manifest, dass die bisherigen Morde (auch der Exfreund von Sonja Hökberg wurde inzwischen umgebracht) lediglich dem Zweck dienten, ein in Vorbereitung befindliches, viel gewaltigeres und weltumspannendes Verbrechen zu vertuschen.
Tatsächlich nämlich hat Falk – in Komplizenschaft mit einem als „C“ bezeichneten Unbekannten – Black-Hat-Hackerprogramme allein zu dem Zweck vorbereitet, die gesamte Finanzwelt der westlichen Welt kollabieren zu lassen. „C“, der tatsächlich Carter heißt, hatte in den dreißig Jahren seiner Tätigkeit als Chef der Weltbank-Dependance in Angola sehen müssen, wie Weltbank und IWF weniger den ehemaligen Kolonialländern Hilfe angedeihen lassen, sondern vielmehr die Interessen des westlichen Industrie- und Finanzkapitals durchsetzen. Falk und Carter waren sich Jahre zuvor zufällig in Afrika begegnet und schnell zueinander gekommen – der eine ein exzellenter, aber eigenbrötlerischer Computerfachmann, der andere ein ehemaliger skrupelloser US-Mariner im Vietnamkrieg und inzwischen ein mit allen Wassern gewaschener Banker. Inzwischen hatten die beiden Komplizen die Verwirklichung von Carters Idee bereits so weit vorangetrieben, dass sie am 20. Oktober 1997 einen weltumspannenden digitalen Angriff auf die IT-Infrastrukturen der internationalen Bank- und Finanzsysteme würden starten können, womit ein massiver Einbruch der Weltwirtschaft unabwendbar würde. Der unerwartete Tod Falks und die einsetzenden polizeilichen Ermittlungen gefährdeten diese Pläne, weshalb Carter zunächst durch einen asiatischen Helfer, dann mittels einer auf Wallander angesetzten Frau, schließlich sogar in eigener Person das Vorhaben durch ein höchst brutales Vorgehen zu retten sucht. Mit Hilfe des jugendlichen Hackers findet Kurt Wallander, der sich während der Ermittlungen auch mit einer Anzeige wegen angeblicher Misshandlung eines der beiden angeklagten Mädchen und den Intrigen eines ehrgeizigen Kollegen ausgesetzt sieht, schließlich heraus, wie dieser Cyberangriff ausgelöst werden soll – abermals unter Einsatz seines Lebens kann er ihn im letzten Augenblick abwenden.
Am Schluss des Romans teilt Linda Wallander ihrem Vater mit, dass sie sich erfolgreich an der Polizeihochschule beworben habe, um ebenfalls Polizistin zu werden.

## Wertung und Analyse
Mit dem Roman, den er ursprünglich als Abschluss der ganzen Reihe konzipiert hat, greift Mankell ganz große Themen auf. Tatsächlich bilden gleich mehrere Grundüberlegungen den Hintergrund für die Handlung des Thrillers: Zum einen geht es um die schon früher gestellte Frage, warum der steigende Wohlstand der schwedischen Gesellschaft (und nicht nur dieser) das Wesen der Menschen in solch abträglicher Weise verändert. Und Mankell gibt in diesem Kontext zu bedenken, dass die Möglichkeiten des Informationsaustausches, dass die größtmöglichen Freizügigkeiten, wie sie die Menschen in westlichen Demokratien wie Schweden genießen, sich nicht unbedingt vorteilhaft auf Sitte und Moral der Mitglieder dieser Gesellschaft auswirken. Nicht zuletzt will Mankell darauf aufmerksam machen, dass die digitale Vernetzung des Globus und der damit ermöglichte schnelle Informationsaustausch nicht nur Vorteile, sondern auch größte Gefahren in sich bergen. „Wer die elektronische Kommunikation beherrscht, der hat die eigentliche Macht“, lässt er Falk und Carter erkennen. Und weiter: „Als Falk von den Kriegen der Zukunft sprach, lauschte Carter mit höchster Anspannung. Was die Panzer im Ersten und die Atombombe im Zweiten Weltkrieg bedeutet hatten, das würde die neue Informationstechnik für die Konflikte bedeuten, die in nicht allzu ferner Zukunft bevorstünden … Elektronische Impulse würden Aktienmärkte und Telekommunikationssysteme eines Feindes lahmlegen.“
Wiederum zeichnet Mankell die Figur Wallanders, aber auch die der anderen Protagonisten, in hohem Maße subtil und genau. Freilich ist Wallanders Wesen und Psyche dem Leser auch hier nicht immer nachvollziehbar. Aber das hat Mankell bereits selbst erkannt, indem er dem achten Band der Reihe die Kurzgeschichtensammlung „Wallanders erster Fall“ anschloss, um damit die frühe Entwicklung seines Helden besser aufzuhellen.
Auch sind die Motive der anderen in der Brandmauer Handelnden nicht immer einzusehen. Insbesondere steht zu fragen, wieso die Kritik Carters am fragwürdigen System Weltbank nicht Überlegungen auslöst, wie den Entwicklungsländern wirkliche Hilfe zu bringen wäre. Stattdessen lassen es der Mann und sein Komplize Falk darauf ankommen, einen weltwirtschaftlichen Kollaps herbeizuführen, der die ohnehin gebeutelten Länder der sogenannten Dritten Welt erst recht in eine noch schlimmere Katastrophe führen muss.
Thematisch und im Aufbau weist „Die Brandmauer“ einige Ähnlichkeiten auf mit dem dritten Kurt-Wallander-Roman „Die weiße Löwin“: In beiden Folgen plant eine kleine Verschwörergruppe, deren Schaltzentrale sich in Afrika befindet, einen Anschlag, von dem sie sich eine destabilisierende Wirkung erhofft und der erst im letzten Moment verhindert werden kann. Und in beiden Fällen gerät Wallander in akute Lebensgefahr und erschießt am Schluss einen Exponenten der Verschwörergruppe.

## Erfolg
Das Buch war 2 Wochen lang im Jahr 2001 auf dem Platz 1 der Spiegel-Bestsellerliste.

## Verfilmungen
2005 wurde in Schweden der letzte Wallander-Roman als TV-Krimi unter dem Titel Die Brandmauer verfilmt, die Hauptrolle übernahm erneut Schauspieler Rolf Lassgård, Regie führte Lisa Siwe. Die deutsche Version wurde 2006 vom ZDF synchronisiert und im Januar 2007 ausgestrahlt. Die DVD-Fassung erschien im April 2007.
2008 hat die BBC unter dem Titel Kommissar Wallander: Die Brandmauer eine Neuverfilmung der Romanvorlage gedreht. Der Film wurde Ende Mai 2009 im deutschen Fernsehen gezeigt; Darsteller waren Kenneth Branagh als Kurt Wallander, Sarah Smart als Anne-Britt Höglund, Sadie Shimmin als Lisa Holgersson, Tom Beard als Svedberg, Tom Hiddleston als Martinsson, Richard McCabe als Nyberg und Jeany Spark als Linda Wallander.

## Hörspiel
2001 erschien Die Brandmauer als deutschsprachiges Hörspiel im Hörverlag München.

### Besetzung
- Christoph Schobesberger als Erzähler
- Heinz Kloss als Kurt Wallander
- Franziska Hayner als Ann-Britt Höglund
- Thomas B. Hoffmann als Martinsson
- Till Hagen als Sven Nyberg
- Brunhilde Hansen als Lisa Holgersson
- Andreas Bisowski als Robert Modin
- Simone Grunert als Marianne Falk
- Gesa Badenhorst als Elvira Lindfeldt
- Daniela Schulz als Eva Persson
- Thomas Schleissing-Niggemann als Erik Hökberg
- Dietrich Burmeister als Hans Alfredsson
- Andreas Neumann als Tynnes Falk

sowie: Kathrin Freyburg, Ud Joffé, Isabell Pohl, André Sander und Oliver Wullenweber

## Kritiken
- „Ein großartiger Mankell – einer der besten.“ – Michael Kluger, Frankfurter Neue Presse
- „Aber viel Spannung und Atmosphäre bietet Mankell noch immer – ganz zu schweigen von der düsteren Aktualität des Plots.“ – Der Spiegel
- „Applaus für einen außerordentlichen Roman“ (Wertung: 84 %) – Krimi-Couch.de